# Microsoft Office Picture Manager
Microsoft Office Picture Manager es un programa de edición de imágenes básico, incorporado con la suite ofimática Microsoft Office desde Office 2003 hasta Office 2010. Puede obtenerse también en productos externos de la suite tales como Microsoft SharePoint Designer 2010, de 32 bits o 64 bits, que lo traen como programa adicional.
Picture Manager sustituye a Microsoft Photo Editor, que había sido incluido desde Microsoft Office 97 hasta Microsoft Office XP.
El programa pasó a través de varios nombre de revisiones, mientras que en la versión beta, en particular, tenía el nombre de Microsoft Office Picture Library 2003, luego perdió la designación 2003 (más reservado para las aplicaciones actuales de Office) en la beta 2, y finalmente se estableció en el nombre actual.[cita requerida]
Su desarrollo ha sido supercedido por Windows Live Photo Gallery, el cual contiene muchas características de Picture Manager e incluidas algunas nuevas, con una interfaz de usuario actualizada.[cita requerida]

## Características
Microsoft Office Picture Manager tiene la capacidad para recortar, rotar, voltear, redimensionar y convertir imágenes entre varios formatos al igual que Paint, pero comparativamente con mejor calidad de imagen, dado que es posible seleccionar el nivel de compresión.
Trae también varias características más avanzadas, tales como la edición por lotes/guardado/renombrado, el perfeccionamiento de los medios tonos, el brillo y las sombras, y la eliminación de los ojos rojos. Se puede ajustar el brillo, el contraste, el tono y la saturación, incluyendo ajustes automáticos que a veces pueden resultar bastante útiles. También es fácil de usar características como un clic en la compresión de la imagen, y la posibilidad de cambiar el tamaño de la imagen a gusto del usuario. No obstante, también ofrece cualquier tipo de dibujo o herramientas de edición de texto.
Una de sus características exclusivas es la posibilidad de conectar y cargar imágenes en una biblioteca de imágenes de Microsoft SharePoint. Por lo tanto, un usuario puede fácilmente compartir fotos entre los miembros del equipo a través de Internet. También es posible exportar fotos de forma sencilla desde Picture Manager a otros programas de Office, mientras que le permite al usuario personalizar las dimensiones de la imagen.

## Cambios desde ediciones anteriores
Picture Manager carece de varias características de su predecesor, Photo Editor. Microsoft ha publicado las instrucciones sobre cómo volver a instalar Microsoft Photo Editor. Históricamente, una situación similar ocurrió cuando Microsoft Photo Editor reemplazó a Microsoft Imager en la actualización de Office 95 a Office 97.
Picture Manager no muestra animaciones GIF. Los usuarios que ejecutan Windows 2000 no pueden imprimir imágenes de Picture Manager, cuya función de impresión requiere un asistente que viene distribuido con Windows XP.

## Errores
1. Sobre el cambio de nombre de un archivo a un nombre de archivo existente, Picture Manager reemplazará el archivo original con el nombre de uno sin confirmación. Esto también se produce al utilizar el comando "cambiar el nombre de", del menú "Editar".
2. Cuando se rotan archivos, Picture Manager no deja claro las etiquetas Exif relacionadas. Como resultado, otros programas que leen las etiquetas Exif no las mostrarán correctamente.